# 박정민 (가수)
박정민(1987년 4월 3일 ~ )은 대한민국의 가수이자 배우이다.

## 생애
그룹 SS501의 멤버이며 2005년 6월 8일 싱글앨범 ' SS501 ' 로 데뷔했다. 연기활동으로는 2005년 KBS '시트콤 사랑도 리필이 되나요 '에 출연하였고 2008년 12월 20일부터 2009년 3월 1일에 공연한 '뮤지컬 그리스'에서 주인공 대니역할을 맡았으며 2010년에는 MBC 에브리원 드라마 '인생극장'에 주연으로 출연하였다. 라디오 DJ로는 2006년 5월 1일부터 2007년 4월 15일까지 SBS 파워FM '영스트리트'의 라디오 DJ를 맡았으며 2011년 국내활동시 KBS FM '볼륨을 높여요'와 MBC FM '심심타파'의 객원DJ로 활동했다. 가수활동으로는 2011년 1월 20일 ' 낫 얼론(Not Alone) '으로 솔로 가수 데뷔를 하였으며 2012년 11월 14일 ' 뷰티풀(Beautiful) '로 앨범 제작의 전과정에 참여하고 자신이 직접 프로듀싱한 앨범을 만들었다.
잦은 해외활동으로 인해 틈틈이 어학공부를 하여, 중국어와 일본어로 의사소통을 할 수 있으며 일본어로는 동시통역이 가능하다. 2012년 9월 5일 일본에서 로메오라는 이름으로 데뷔하여 가수 활동을 하고 있으며, 일본 드라마 '8월의 러브송'과 대만 드라마 '번당화원'에 주연배우로 출연했다. 2015년 7월 2일부터 공익근무요원으로 복무했으며 2017년 7월 1일 소집해제 하였다.
2018년 2월 16일 일본 오사카를 시작으로 발렌타인데이 기념 일본 투어 콘서트를 개최했다

## 음반 활동
- SS501의 멤버

### 음악 활동
- [싱글] Not Alone
- [EP] THE, PARK JUNG MIN
- [싱글] 《공주의 남자》 Part.4 (KBS 수목 드라마 O.S.T)
- Romeo / 일본[싱글] Give Me Your Heart
- [싱글] Beautiful
- [EP] [Summer Break!]

## 작사.작곡
- 2008년 SS501 그 남자의 책 198쪽 OST - 바라보며 작사
- 2009년〈레인보우 (RAINBOW)〉 -〈Kiss〉작사
- 2009년 SS501 COLLECTION - 하면은 안돼 작사
- 2009년 SS501 Rebirth 완.두.콩 작사
- 2011년 솔로곡 Not Alone - Not Alone 작사
- 2011년 솔로곡 Not Alone - 넌 알고 있니 작사
- 2011년 솔로곡 Not Alone - 내 하루는 매일매일 크리스마스
- 2014년 솔로곡 Summer Break! - Summer Break! 작사
- 2014년 솔로곡 Summer Break! - 비 내리는 여름밤은 작사
- 2014년 솔로곡 Summer Break! - Number ONE 작사
- 2014년 솔로곡 Summer Break! - 그대 사랑을 줘요 작사
- 2017년 일본 앨범 〈나뿐인가요〉작사
- 2018년 솔로곡 Christmas Special Album - Christmas Kiss Time! 작사
- 2018년 솔로곡 Christmas Special Album - Winter Love 작사
- 2019년 솔로곡 XTC - XTC 작사

## 출연 작품

### 드라마
- KBS 시트콤《사랑도 리필이 되나요?》(2005년)
- MBC every1《인생극장 2010》(2010년)
- 일본 LISMO 드라마 《8월의 러브송》(2011년)
- 대만 드라마《번당화원》 ... 박희환 역 (2012년)

### 영화
- 2015년 영화 《굿바이 그리고 헬로우》
- 2019년 영화 《오빠가 화났다》

### 뮤지컬
- 2008년 12월 20일~2009년 3월 1일 《그리스》대니 역

### 라디오 DJ
- SBS 파워FM 《SS501의 영스트리트》DJ (2006년 5월 1일~2007년 4월 15일 종영)
- 객원DJ : KBS FM '볼륨을 높여요'와 MBC FM '심심타파'(2011)

### 예능
- 2017년 MBC 《미스터리 음악쇼 복면가왕》 - 참가자 (오늘 지출 GREAT! 스크루지!)
- 2018년 CMC TV 《위대한 개츠비》 - MC

## 수상 내역
- 2010년 1월 7일 : 2009 골든티켓 뮤지컬 기대주상